# Ceriagrion malaisei
Ceriagrion malaisei – gatunek ważki z rodziny łątkowatych (Coenagrionidae).